# Sneazzy
Sneazzy, né le 12 janvier 1992 à Paris, est un rappeur et acteur français. Il est membre du groupe 1995.

## Biographie
Mohamed Amine Khemissa est issu d'une famille de la classe populaire d'origine marocaine (de la ville de Fès). Il grandit dans le 15e arrondissement parisien sans la présence de son père qu'il critique vivement dans ses textes[source secondaire souhaitée].
Il est membre cofondateur du groupe de hip-hop 1995 aux côtés d'Alpha Wann, Darryl Zeuja, Fonky Flav', DJ Lo' et Nekfeu. Leur premier EP, intitulé La Source, sort en 2011.
Un deuxième EP titré La Suite est publié en 2012, prélude à leur premier album : Paris Sud Minute, qui sort le 31 décembre 2012. Le groupe 1995 remporte la Victoire de l'album de musiques urbaines lors de la cérémonie des Victoires de la musique 2014.
En parallèle de ses activités en groupe, Sneazzy publie deux courts projets solos au début des années 2010 : la mixtape digitale #Nothing en septembre 2011, et l'EP gratuit Êtes-vous prêts ? en février 2012.
En mai 2015, Sneazzy publie son premier album solo, Super. Présenté par l’artiste comme « l’aboutissement de 5 ans de travail acharné », le disque ne rencontre pourtant pas le succès espéré, avec seulement 1 002 ventes en première semaine. Cet échec est largement moqué sur les réseaux sociaux, et pousse Sneazzy à retirer l’album de toutes les plateformes,.
Il participe en octobre 2015 à la deuxième édition d'AbbéRoad, concert caritatif organisé au bénéfice de la Fondation Abbé Pierre.
L'année suivante, il publie gratuitement la mixtape Dieu bénisse Supersound. Ce projet reçoit un accueil bien plus favorable que le précédent, porté notamment par les featurings avec S. Pri Noir, Nekfeu et Infinit', et est certifié disque d'or en juin 2021. En 2017, il complète la trilogie Dieu bénisse Supersound en publiant les deuxième et troisième volets, chacun présenté sous forme d'EP de huit titres,.
En 2019, il joue l'un des rôles principaux du film La Source aux côtés de Christophe Lambert.
Son deuxième album solo, intitulé Nouvo Mode, est publié le 6 mars 2020, et est certifié disque d'or le 4 août 2022. En juillet 2021, il publie l'EP 38°, suivi un an plus tard par un autre projet court, Archives pt.1,.
En fin d'année 2023, il annonce sur Twitter que son « meilleur album » sort en 2024. Celui-ci, intitulé Derrière l'horizon, sort le 31 janvier 2025.

## Controverse
À la suite du clip de la chanson Zéro Détail (en featuring avec Nekfeu), sorti le 6 mars 2020, Sneazzy est accusé de définir Pascal Praud comme un amateur qui salit l'islam : « Les journalistes salissent l'islam, sont amateurs comme Pascal Praud ». Sneazzy enchaîne avec : « Ça mérite une balle dans le cervelet, le canon au fond de la bouche ».
Le 9 mars 2020, le rappeur publie un communiqué pour disculper Nekfeu et expliquer qu'il a été mal compris. S'il a cité le nom de Pascal Praud, c’est en fait pour dénoncer les journalistes qui éditorialisent leur point de vue, pas pour proférer des menaces ou appeler à la violence[source secondaire souhaitée].

## Filmographie
- 2019 : La Source de Rodolphe Lauga : Samir Benhima
- 2024 : Quatre Zéros de Fabien Onteniente : l’homme de main de DZ